# Нуна (Буркіна-Фасо)
Нуна (фр. Nouna) - місто і міська комуна в Буркіна-Фасо, в області Букле-ду-Мухун. Адміністративний центр провінції Коссі.

## Географія
Місто розташоване на заході країни, на висоті 261 м над рівнем моря .

## Населення
За даними на 2013 рік чисельність населення міста становила 18 218 осіб. Населення представлено переважно народом дафін, інші етнічні групи, що проживають в Нуні - само, бобо і фульбе. Найбільш поширена мова населення - дьюла.
Динаміка чисельності населення міста по роках:
| 1996  | 2005   | 2006  | 2013  |
| ----- | ------ | ----- | ----- |
| 19105 | 24 100 | 18440 | 18218 |

## Інфраструктура
У місті є водопровід. Об'єкти інфраструктури включають старшу школу, банк, поштове відділення, мерію і кілька готелів. Пов'язане автомобільною дорогою з містом Бобо-Діуласо.